# پل الله یاربن
پل الله یاربن مربوط به دوره قاجار است و در شهرستان بن، بخش مرکزی، شهر بن واقع شده و این اثر در تاریخ ۱۲ شهریور ۱۳۸۶ با شمارهٔ ثبت ۱۹۵۱۹ به‌عنوان یکی از آثار ملی ایران به ثبت رسیده است.